# سامانه پیشرفته تصویر نوع اچ

این چارت نشان دهنده فرمت‌های مختلف سنسورهای تصویری است.

سامانه پیشرفته تصویر نوع اچ  که معمولاً APS-H نامیده می‌شود، یک فرمت سنسور تصویر است که توسط شرکت کانن ابداع و در بعضی از دوربین‌های سری ۱ کانن استفاده شده است. اندازهٔ سنسور در آن  ۲۸٫۷میلی‌متر × ۱۹میلی‌متر و مساحت ۵۴۸mm^۲ بوده و نسبت طول و عرض سنسور ۳:۲ است. ضریب برش برای این اندازهٔ سنسور مقدار ۱٫۳ می‌باشد. اندازهٔ دقیق آن برای کانن ئی‌اواس-۱دی مارک ۳ معادل ۱٫۲۸ و برای کانن ئی‌اواس-۱دی مارک ۴ معادل ۱٫۲۹ می‌باشد.